# Helge Lien

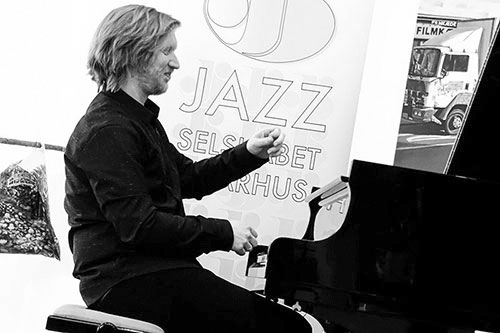
Helge Lien (2016)

Helge Lien (* 23. April 1975 in Hamar) ist ein norwegischer Jazzpianist, Komponist und Bandleader.

## Leben und Wirken
Lien wuchs in Moelv in der Kommune Ringsaker in der Provinz (Fylke) Hedmark in Südostnorwegen auf. Nach einem Besuch von 1991 bis 1994 an der kommunalen Weiterführenden Schule in Stange (Stange videregående skole), studierte er danach von 1994 bis 1998 an der Norwegischen Musikhochschule in Oslo bei Michail Alperin, wo er sein Studium mit einem Candidatus magisterii abschloss. Anschließend spielte Lien ab 1998 bei der Formation Tri O’Trang mit sowie führte mit einem Postgradualen Studium seine Ausbildung bis 2001 fort, und schloss mit dem Titel Candidatus musicae ab. Später hatte er insbesondere als Teil des Helge Lien Trios Bekanntheit erreicht, ist aber auch in zahlreichen Kollaborationen, etwa mit Ruth Wilhelmine Meyer, und Soloalben in Erscheinung getreten.

## Auszeichnungen
- 2002: Norwegian Government Grants
- 2007: Nattjazzprisen
- 2008: Spellemannprisen in der Kategorie Jazz[1]
- 2008: Kongsberg Jazz Award

## Diskographie

### Soloalben
- Talking to a Tree (Lydlauget ANS, 2000)
- Kattenslager (Ozella/Musikklosen, 2012)
- Memnon – Sound Portraits Of Ibsen Characters (Ozella, 2013)

### Kollaborationen
Mit dem Helge Lien Trio:
- What are you doing the rest of your life (Curling Legs, 2001)
- Spiral circle (DIW, 2002) nominiert für den Spellemannprisen 2002
- Asymmetrics (DIW, 2003)
- Live (Curling Legs, 2005)
- To the Little Radio (DIW, 2006)
- Hello Troll (Ozella, 2008) Spellemannprisen 2008
- Natsukashii (Ozella, 2011)
- Badgers and Other Beings (Ozella, 2014)
- Guzuguzu (2017)
- 10 (2019)
- Revisited (2022)
- Funeral Dance (Ozella, 2023, mit Tore Brunborg)

Mit Tri O’Trang:
- Liker (NorCD, 2000)
- Fordivi (Challenge Records, 2002)
- Plays Jon Eberson (2005, mit Jon Eberson und Per Oddvar Johansen)
- Må (Curling Legs, 2006)

Mit HERO:
- Prøysen – musikken fra dokumentaren (Jazzavdelingen, 2005) nominiert für den Edvard Prize 2005
- The Discovery & Exploration of Planet HERO (Jazzaway, 2006)

Mit Adam Bałdych:
- Bridges (ACT, 2015)
- Brothers (ACT, 2017)

Mit Knut Hem:
- Hummingbird (Ozella, 2018)
- Villingsberg (Ozella, 2022)[2]